# Teratosphaeria jonkershoekensis
Teratosphaeria jonkershoekensis är en svampart som först beskrevs av P.S. van Wyk, Marasas & Knox-Dav., och fick sitt nu gällande namn av Crous & U. Braun 2007. Teratosphaeria jonkershoekensis ingår i släktet Teratosphaeria och familjen Teratosphaeriaceae.   Inga underarter finns listade i Catalogue of Life.